# Basilam Baru (Sungai Sembilan)
Basilam Baru is een bestuurslaag in het regentschap Dumai van de provincie Riau, Indonesië. Basilam Baru telt 7371 inwoners (volkstelling 2010).